# Glâmbocelu, Argeș
Glâmbocelu este un sat în comuna Bogați din județul Argeș, Muntenia, România.